# Municipio de Clinton (condado de Cass)
El municipio de Clinton (en inglés: Clinton Township) es un municipio ubicado en el condado de Cass en el estado estadounidense de Indiana. En el año 2010 tenía una población de 816 habitantes y una densidad poblacional de 12,54 personas por km².

## Geografía
El municipio de Clinton se encuentra ubicado en las coordenadas 40°43′30″N 86°27′23″O / 40.72500, -86.45639. Según la Oficina del Censo de los Estados Unidos, el municipio tiene una superficie total de 65.09 km², de la cual 64,09 km² corresponden a tierra firme y (1,53 %) 0,99 km² es agua.

## Demografía
Según el censo de 2010, había 816 personas residiendo en el municipio de Clinton. La densidad de población era de 12,54 hab./km². De los 816 habitantes, el municipio de Clinton estaba compuesto por el 84,44 % blancos, el 10,05 % eran afroamericanos, el 0,25 % eran amerindios, el 0,37 % eran asiáticos, el 4,17 % eran de otras razas y el 0,74 % eran de una mezcla de razas. Del total de la población el 4,53 % eran hispanos o latinos de cualquier raza.